# Пя, Юрий Владимирович
Юрий Владимирович Пя (родился 22 августа 1957 года, Джамбул, КазССР) — казахстанский врач, кардиохирург. доктор медицинских наук (2010), профессор, академик НАН РК в области «Медицина и здравоохранение» (2024). Герой Труда Казахстана (2013).

## Биография
В 1981 году окончил 2-й Московский государственный медицинский институт им. Н. И. Пирогова. После окончания университета начал трудовую деятельность в городской больнице Тулы, где был интерном в 1981—1982 годах. Затем с 1982—1984 годы работал в должности врача травматолога травматологического отделения Детской больницы № 3 г. Фрунзе. С 1984 по 1985 годы работал врачом рентгенологом кабинета контрастных и внутрисердечных рентген методов исследований отделения кардиохирургии в Республиканской клинической больницы г. Фрунзе
С 1 августа по 1 ноября 1985 года в должности отделения кардиохирургии Республиканской клинической больницы г. Фрунзе
С 1 ноября 1985 года по 1 января 1994 года в должности врача сердечно-сосудистой хирургии отделения кардиохирургии Киргизского научно-исследовательского института кардиологии.
В 1994 по 2003 годы работал в Медицинском центре Sani Konukoglu Medical Center Cardio — Vasculal Surgeon, г. Адана, Турция. Затем был приглашен в Казахстан — для организации кардиохирургической службы.
С 3 декабря 2003 года по 25 мая 2007 года работал в должности заведующего кардиохирургическим отделением РГП «Республиканская клиническая больница» г. Астана. В 2007 по 2010 годы в должности главного кардиохирурга.
В 2003 году получил диплом кандидата медицинских наук в Научном центре сердечно-сосудистой хирургии имени А. Н. Бакулева в Москве. В 2010 году высшая аттестационная комиссия Министерства образования и науки Российской Федерации присвоила учёную степень доктора медицинских наук.
С 2010 года является председателем правления АО «Национальный научный кардиохирургический центр» (далее — Центр), главным внештатным кардиохирургом Министерства здравоохранения Казахстана.
Ю. В. Пя внес значительный вклад в развитие здравоохранения в Республике Казахстан. Благодаря его трудам казахстанская кардиохирургия, в своем развитии намного опережает аналогичные службы стран СНГ и входит в число 22 самых развитых в области кардиохирургии стран мира.
С 2011 года Ю. В. Пя впервые в Казахстане начал проводить уникальные операции по имплантации устройств вспомогательного кровообращения — искусственного левого желудочка сердца различной модификации (LVAD).
В августе 2012 года впервые в истории Центральной Азии в Национальном научном кардиохирургическом центре была произведена трансплантация донорского сердца 38-летнему пациенту с хронической сердечной недостаточностью, операцию провёл Юрий Пя с помощью чешского коллеги Жана Пирка.
Положено начало проведения высокотехнологичных многоэтапных кардиохирургических операций (гибридные операции) детям первого года жизни.
В сравнении с 2010 годом на 2,3 раза сделано больше операции. 65 % выполняемых в Центре кардиохирургических операций взрослым являются сложные операции, соответствующие IV, V, VI, VII категориям сложности по шкале Европейской ассоциации кардиохирургов, 58 % проведенных операций у детей относится к самой высокой 3 — 4 уровни сложности по европейской шкале БША. Лично Пя Ю. В. в среднем за один год проводит 365 операции.
Показатель 30-дневной послеоперационной выживаемости и эффективности операции в Центре в 2017 году составил 96,6 %, что соответствует среднеевропейскому уровню (96,55 %) и является наилучшим показателем 30-дневной выживаемости и эффективности операции по Республике Казахстан. 
С момента открытия в Центре было внедрено 18 новых технологий по диагностике и лечению БСК, с помощью новых технологий проведено 2385 уникальных операций.
В 2014 году в первые в мире Ю. В. Пя была проведена пересадка искусственного сердца последнего третьего поколения (Heart Mate III).После чего он провел мастер класс по внедрению методики одной из уникальных операций по установке устройства Heart Mate III для более 30 ведущих кардиохирургов из ведущих клиник мира (Германия, Италия, Швейцария, Голландия, Хорватия и т. д.).
В 2016 году впервые провел трансплантацию легких, которая является сложнейшей операцией в трансплантологии.
В 2017 году под его руководством впервые среди стран СНГ была проведена имплантация новейшего самого маленького в мире безэлектродного кардиостимулятора.
Кроме того в этом же году под его руководством была проведена первая международная имплантация полностью искусственного сердца (Carmat), созданного группой французских специалистов компании CARMAT в сотрудничестве с Европейским аэрокосмическим и оборонным концерном.
С момента открытия по 2018 год в Центре было выполнено 60 операции по трансплантации сердца, также было проведено 7 успешных операции по трансплантации легких.
Под руководством Ю. В. Пя АО «Национальный Научный кардиохирургический центр» вошел в топ 22 лучших клиник мира, в 2014 году прошел международную аккредитацию и в 2017 году ре-аккредитацию JCI (Joint Commission International), получил «Золотой Знак Одобрения» — символ качества международного уровня, прошел проверку и получил сертификаты золотого стандарта качества по двум клиническим программам — трансплантации сердца и VAD (Устройства для механической поддержки желудочков сердца).
С открытием Центра в Астане и развитием в стране кардиохирургической помощи, потребность казахстанцев в зарубежном лечении значительно уменьшилась, а для иностранцев появилась возможность получать медицинские услуги в Казахстане по международным стандартам. Кроме того, увеличился поток медицинских туристов из зарубежа. Так в Центре прошли лечение 286 иностранных пациентов из 24 стран ближнего и дальнего зарубежья, таких как США, Германия, Венгрия, Австралия, Турция, Сингапур, Китай, Монголия, Россия, Центральная Азия, др.
Ю. В. Пя в течение всей своей профессиональной деятельности стремится пополнять свои знания и навыки, осваивать новейшие методы работы. Он повышал квалификацию в Каунасском медицинском институте, Центре им. А. Н. Бакулева в Москве, в Казахской медицинской академии в Астане, в Детском медицинском центре Шнайдера в Израиле, в Институте клинической и экспериментальной медицины в Праге. Прошел тренинг по трансплантации сердца в Вильнюсе, программу по хирургической подготовке в Фрейбургском университете в ФРГ, тренинг по восстановлению клапана в Бельгии, тренинг по лечению сердечной недостаточности в США, различные мастер-классы в Астане, прошел курс по специальности «Общественное здравоохранение».
Кроме того, Ю. В. Пя воспитывает целую плеяду молодых ученых и врачей.
Женат, имеет двоих детей.

## Награды и звания
- 2006 — Нагрудный знак МЗ РК «Отличник здравоохранения»;[1]
- 2011 — Нагрудный знак МЗ РК «За вклад в развитие здравоохранения Республики Казахстан»;[1]
- 2012 — Орден «Парасат»;[5]
- 2012 — Звание «Патриот года» на V Общенациональном форуме патриотов Казахстана (2012)[1]
- 2012 — Национальная премия «Алтын Адам — Человек года» в номинации «Врач года-2012»[1]
- 2013 —  Звание «Қазақстанның Еңбек Ері» (Герой Труда Казахстана) с вручением знака особого отличия Золотой звезды (Алтын жұлдыз) и ордена «Отан» — За выдающиеся достижения и выдающиеся заслуги в социально-медицинском развитии Республики Казахстан.;
- 2020 — Орден исповедника и врача Луки, архиепископа Симферопольского и Крымского (Казахстанский митрополичий округ);[6]
- 2021 — Почетный гражданин Нур-Султан (30 июня);[7]
- 2024 — Академик Национальной академии наук Республики Казахстан в области «Медицина и здравоохранение»;[8]
- Правительственные медали, в том числе:
  - Медаль «25 лет независимости Республики Казахстан» (2016);
  - Медаль «20 лет Астане» (2018);
  - Медаль «25 лет Конституции Республики Казахстан» (2020);
  - Медаль «30 лет независимости Республики Казахстан» (2021) и др.;